# 鸡杂饭

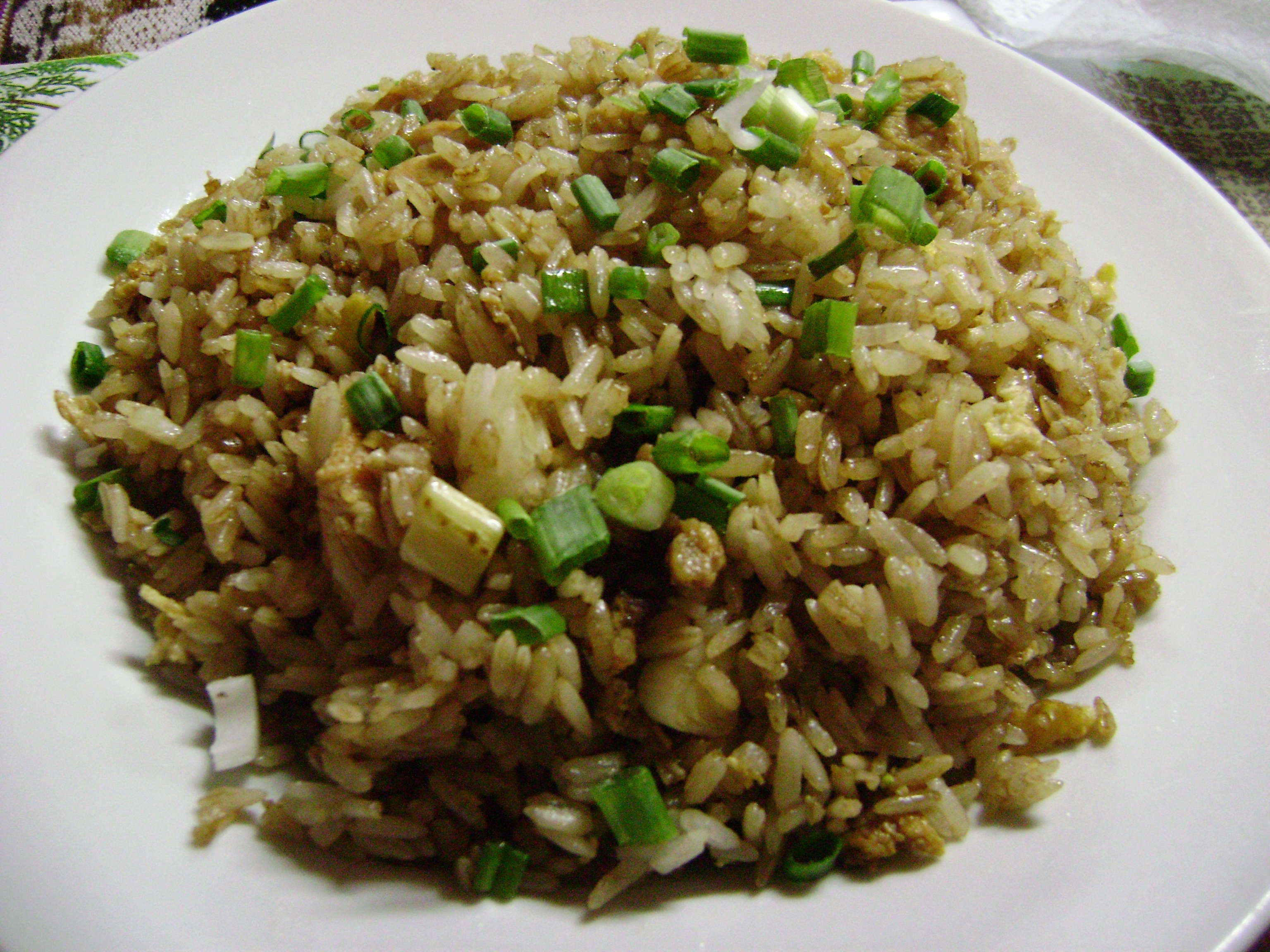
雞雜炒飯

鸡杂饭（Dirty rice）是一道将白米、鸡肝和鸡胗烹调并添加香料和调料的配菜，在美国路易斯安那州的南部地区最为流行。這道菜在溫哥華的變種為採用當地較為普遍的鴨肝來代替雞肝。